# Skyliner
Skyliner – budynek biurowy znajdujący się przy ulicy Prostej 67, przy rondzie Daszyńskiego, w dzielnicy Wola w Warszawie.

## Opis
Inwestycja zrealizowana przez Karimpol Group. Biurowiec został zaprojektowany przez pracownię architektoniczną APA Wojciechowski. Generalnym wykonawcą budynku była spółka Warbud SA. Budynek o wysokości 195 metrów jest jednym z najwyższych biurowców w stolicy.
Skyliner ma 30 poziomów biurowych oraz 2 poziomy przeznaczone na cele handlowo-usługowe, które są dostępne zarówno dla najemców budynku, jak i mieszkańców Warszawy. Bezpośrednie sąsiedztwo budynku zostało zagospodarowane w sposób przyjazny dla przechodniów, którzy będą mogą skorzystać z oferty gastronomicznej biurowca. Dodatkowo na wysokości 165 metrów znajdują się dwa poziomy centrum eventowo-konferencyjnego z widokiem na panoramę miasta, na które można wjechać dedykowaną windą. Łącznie Skyliner posiada ok. 49.000 m² powierzchni do wynajęcia na 34 kondygnacjach.
Budynek jest usytuowany przy rondzie Daszyńskiego, w pobliżu stacji linii metra M2. Wjazd na pięciopoziomowy parking mieszczący 430 samochodów osobowych jest możliwy z dwóch stron: od ulic Prostej i Towarowej.  Na poziomach podziemnych znajduje się także 300 miejsc rowerowych oraz szatnie z przebieralniami dla rowerzystów. Skyliner jest certyfikowany w systemie BREEAM na poziomie Excellent.
Budowa rozpoczęła się we wrześniu 2017, a zakończyła się w styczniu 2021 roku.
Na początku maja 2023 roku deweloper poinformował, że otrzymał pozwolenie na budowę drugiej wieży w pobliżu ronda Daszyńskiego. Biurowiec Skyliner II ma mierzyć 130 metrów wysokości i ma być usytuowany tuż obok pierwszego etapu inwestycji.  Budynek będzie posiadał 24 kondygnacje  i 24.000 mkw. powierzchni do wynajmu. Na najwyższych piętrach powstaną tarasy-ogrody o łącznej powierzchni blisko 900 mkw. Skyliner II otrzymał certyfikat BREEAM na poziomie Outstanding.
Generalny wykonawca inwestycji spółka Warbud S.A. rozpoczęła budowę w lutym 2024 r. Zakończenie budowy Skylinera II planowane jest na koniec 2026 roku. 

## Nagrody i wyróżnienia
- 2021: Prime Property Prize: nagroda w kategorii „Architektura”[11]
- 2021: CIJ Awards Poland: nagroda w kategorii Best Leading Green Development[12]
- 2022: III Nagroda w XXVI edycji konkursu Polski Cement w Architekturze[13]
- 2022: HOF Awards 2022: nagroda w kategorii Best Leading Green Development[14]
- 2024: Niebotyk Dekady, NowaWarszawa.pl[15]